# Scopelogadus beanii
Scopelogadus beanii är en fiskart som först beskrevs av Günther, 1887.  Scopelogadus beanii ingår i släktet Scopelogadus och familjen Melamphaidae. Inga underarter finns listade i Catalogue of Life.